# سویتاوی
سویتاوی (به چکی: Svitavy) یک منطقهٔ مسکونی و شهرستان دارای شهرک سابقاً روستا در جمهوری چک است که در ناحیه سویتاوی واقع شده‌است. سویتاوی ۱۷٬۱۱۷ نفر جمعیت دارد.

## خواهرخوانده
شهر اشتندل خواهرخواندهٔ سویتاوی هست.